# Ludwig-Katz-Haus
Das Ludwig-Katz-Haus im Wallhalber Ortsteil  Oberhausen im  Landkreis Südwestpfalz wurde um 1800 errichtet. Das Wohnhaus an der Zweibrücker Straße 2–4 ist ein geschütztes Kulturdenkmal.

## Geschichte
Der Krüppelwalmdachbau wurde 1904 vom jüdischen Viehhändler Ludwig Katz erworben, der 1940 von den Nationalsozialisten enteignet wurde. Ludwig Katz wurde 1940 mit seiner Frau Elsa ins französische Lager Gurs deportiert. Im August 1942 wurde das Ehepaar in Auschwitz ermordet.
Das Gebäude wurde nach Abschluss der Renovierungsarbeiten am 7. September 1987 als Begegnungsstätte der Gemeinde eingeweiht.

## Verkehrsanbindung
Am Haus vorbei führt die zweite Etappe der Rheinland-Pfalz-Radroute.